# Liste der Bodendenkmäler in Landsberg am Lech
Auf dieser Seite sind die Bodendenkmäler in der oberbayerischen Großen Kreisstadt Landsberg am Lech zusammengestellt. Diese Tabelle ist eine Teilliste der Liste der Bodendenkmäler in Bayern. Grundlage ist die Bayerische Denkmalliste, die auf Basis des Bayerischen Denkmalschutzgesetzes vom 1. Oktober 1973 erstmals erstellt wurde und seither durch das Bayerische Landesamt für Denkmalpflege geführt wird. Die folgenden Angaben ersetzen nicht die rechtsverbindliche Auskunft der Denkmalschutzbehörde.

## Bodendenkmäler in Landsberg am Lech
| Lage                                        | Objekt | Akten-Nr.     | Bild                                                          |
| ------------------------------------------- | --- | ------------- | ------------------------------------------------------------- |
| (Standort)                                  | Villa rustica der römischen Kaiserzeit. | D-1-7930-0014 | weitere Bilder                                                |
| (Standort)                                  | Trichtergruben vor- und frühgeschichtlicher Zeitstellung. | D-1-7930-0017 | Gemeindegebiet                                                |
| (Standort)                                  | Grabhügel vorgeschichtlicher Zeitstellung. | D-1-7930-0018 | Gemeindegebiet                                                |
| (Standort)                                  | Abschnittsbefestigung des frühen oder hohen Mittelalters. | D-1-7930-0019 | Gemeindegebiet                                                |
| (Standort)                                  | Grabhügel vorgeschichtlicher Zeitstellung. | D-1-7930-0020 | Gemeindegebiet                                                |
| (Standort)                                  | Reihengräberfeld des frühen Mittelalters. | D-1-7930-0036 |                                                               |
| Hauptstraße 30 (Standort)                   | Untertägige spätmittelalterliche und frühneuzeitliche Befunde im Bereich der katholischen Pfarrkirche St. Michael in Erpfting und ihres Vorgängerbaus. | D-1-7930-00   | weitere Bilder                                                |
| (Standort)                                  | Untertägige Teile des Rüstungsbunkers Weingut II der Kauferinger Außenlager des Konzentrationslagers Dachau (1944–1945). | D-1-7930-0077 |                                                               |
| (Standort)                                  | Reihengräberfeld und Körpergräber des frühen Mittelalters. | D-1-7931-0009 |                                                               |
| (Standort)                                  | Höhensiedlung der frühen Bronzezeit, der Urnenfelderzeit und der spätrömischen Kaiserzeit, Abschnittsbefestigung der späten Hallstattzeit sowie abgegangene Burg des Mittelalters und der frühen Neuzeit (Burg Landsberg, siehe Phetine).                               | D-1-7931-0010 |                                                               |
| (Standort)                                  | Körpergräber vor- und frühgeschichtlicher Zeitstellung. | D-1-7931-0011 |                                                               |
| (Standort)                                  | Untertägige frühmittelalterliche, mittelalterliche und frühneuzeitliche Befunde im Bereich der ehemaligen Kloster- und katholischen Filialkirche St. Benedikt in Sandau und ihrer Vorgängerbaute mit zugehörigem Friedhof und Kloster.                                  | D-1-7931-0022 | weitere Bilder                                                |
| (Standort)                                  | Burgstall des hohen und späten Mittelalters (Sandau). | D-1-7931-0023 |                                                               |
| (Standort)                                  | Straße der römischen Kaiserzeit, Teilstück der Trasse Augsburg–Füssen (Via Claudia). | D-1-7931-0024 |                                                               |
| (Standort)                                  | Siedlung oder Gräber der römischen Kaiserzeit. | D-1-7931-0026 |                                                               |
| (Standort)                                  | Grabhügel vorgeschichtlicher Zeitstellung. | D-1-7931-0027 |                                                               |
| (Standort)                                  | Körpergräber des frühen Mittelalters. | D-1-7931-0029 |                                                               |
| (Standort)                                  | Siedlung und Bestattungsplatz mit Kreisgräben vor- und frühgeschichtlicher Zeitstellung. | D-1-7931-0060 | Gemeindegebiet                                                |
| (Standort)                                  | Verebnete Grabhügel oder Siedlung vor- und frühgeschichtlicher Zeitstellung. | D-1-7931-0062 |                                                               |
| (Standort)                                  | Verebneter Großgrabhügel vorgeschichtlicher Zeitstellung | D-1-7931-0066 |                                                               |
| (Standort)                                  | Siedlung des Jungneolithikums (Altheimer Kultur) und der Bronzezeit. | D-1-7931-0068 |                                                               |
| Georg-Hellmair-Platz 1 (Standort)           | Untertägige mittelalterliche und frühneuzeitliche Befunde im Bereich der katholischen Stadtpfarrkirche Mariä Himmelfahrt in Landsberg am Lech und ihrer hoch- und spätmittelalterlicher Vorgängerbauten mit zugehörigem Friedhof und abgegangener Allerheiligenkapelle. | D-1-7931-0075 | weitere Bilder                                                |
| (Standort)                                  | Verebnete Grabhügel vorgeschichtlicher Zeitstellung. | D-1-7931-0079 |                                                               |
| (Standort)                                  | Untertägige Teile des KZ-Außenlagers Kaufering VII des Konzentrationslagers Dachau(1944–1945). | D-1-7931-0084 | weitere Bilder                                                |
| (Standort)                                  | Untertägige mittelalterliche und frühneuzeitliche Siedlungsteile der historischen Altstadt von Landsberg am Lech. | D-1-7931-0087 |                                                               |
| (Standort)                                  | Siedlung des Neolithikums und Dorfwüstung des Früh-, Hoch- und Spätmittelalters(Sandau). | D-1-7931-0094 |                                                               |
| Hindenburgring 24 (Standort)                | Untertägige mittelalterliche und frühneuzeitliche Befunde im Bereich der katholischen Kapelle St. Ulrich in Spötting und ihres Vorgängerbaus. | D-1-7931-0114 | Untertägige mittelalterliche und frühneuzeitliche Befunde     |
| St.-Stephanus-Straße 7 (Standort)           | Untertägige spätmittelalterliche und frühneuzeitliche Befunde im Bereich der katholischen Filialkirche St. Stephan in Ellighofen und ihres Vorgängerbaus | D-1-7931-0115 | weitere Bilder                                                |
| Seestraße 50 (Standort)                     | Untertägige mittelalterliche und frühneuzeitliche Befunde im Bereich der katholischen Pfarrkirche St. Johannes der Täufer in Pitzling. | D-1-7931-0116 | weitere Bilder                                                |
| (Standort)                                  | Untertägige spätmittelalterliche und frühneuzeitliche Befunde im Bereich der Stadtbefestigung von Landsberg am Lech mit vorgelagerter Bastionärsbefestigung. | D-1-7931-0117 |                                                               |
| (Standort)                                  | Untertägige spätmittelalterliche und frühneuzeitliche Befunde im Bereich des vorstädtischen Mühlbachquartiers in Landsberg am Lech. | D-1-7931-0118 |                                                               |
| Augsburger Straße 7 (Standort)              | Untertägige frühneuzeitliche Befunde im Bereich der katholischen Friedhofskirche Hl. Dreifaltigkeit in Landsberg am Lech. | D-1-7931-0119 | Untertägige frühneuzeitliche Befunde                          |
| (Standort)                                  | Untertägige mittelalterliche und frühneuzeitliche Befunde im Bereich der vorstädtischen Siedlungserweiterungen Katharinenvorstadt und Sandauer Vorstadt mit ehemaligen Siechen- und Leprosenhäusern.                                                                    | D-1-7931-0120 |                                                               |
| Hubert-von-Herkomer-Straße 110 (Standort)   | Untertägige frühneuzeitliche Befunde im Bereich des ehemaligen Ursulinenklosters in Landsberg am Lech mit ehemaliger Kloster- und katholischer Filialkirche Zur Hl. Dreifaltigkeit und profanierter spätmittelalterlicher Kapelle St. Leonhard.                         | D-1-7931-0121 | Untertägige frühneuzeitliche Befunde                          |
| Vorderer Anger 214 b (Standort)             | Untertägige spätmittelalterliche und frühneuzeitliche Befunde im Bereich der katholischen Filialkirche St. Johannes in Landsberg am Lech und ihres Vorgängerbaus mit aufgelassenem Friedhof.                                                                            | D-1-7931-0122 | weitere Bilder                                                |
| Katharinenstraße 15 (Standort)              | Untertägige mittelalterliche und frühneuzeitliche Befunde im Bereich der ehemaligen Leprosenkapelle in Landsberg am Lech mit aufgelassenem Friedhof. | D-1-7931-0123 | weitere Bilder                                                |
| Kommerzienrat-Winklhofer-Platz 3 (Standort) | Untertägige frühneuzeitliche Befunde im Bereich des ehemaligen Jesuitenkollegiums und der ehemaligen Kloster- und katholischen Filialkirche Heilig Kreuz in Landsberg am Lech mit Vorgängerbau der Klosterkirche und barocken Gartenanlagen.                            | D-1-7931-0124 | weitere Bilder                                                |
| Stadtwaldhof südwestl. A96/B17 (Standort)   | Untertägige Teile des KZ-Außenlager Kaufering XI – Stadtwaldhof/Landsberg des Konzentrationslagers Dachau (1944–1945). | D-1-7931-0152 | weitere Bilder                                                |
| Kirchenstraße 1 (Standort)                  | Untertägige spätmittelalterliche und frühneuzeitliche Befunde im Bereich der katholischen Filialkirche Mariä Himmelfahrt in Reisch und ihres Vorgängerbaus. | D-1-7931-0155 | Untertägige spätmittelalterliche und frühneuzeitliche Befunde |
| (Standort)                                  | Untertägige spätmittelalterliche und frühneuzeitliche Befunde im Bereich von Schloss Pöring. | D-1-7931-0157 | weitere Bilder                                                |
| (Standort)                                  | Abschnittsbefestigung des frühen Mittelalters. | D-1-8031-0028 |                                                               |
| (Standort)                                  | Burgstall des hohen oder späten Mittelalters. | D-1-8031-0029 |                                                               |
| (Standort)                                  | Siedlung vor- und frühgeschichtlicher Zeitstellung, u. a. der Latènezeit und der römischen Kaiserzeit. | D-1-8031-0077 |                                                               |
| (Standort)                                  | Verebneter Grabhügel und Siedlung vorgeschichtlicher Zeitstellung. | D-1-8031-0078 |                                                               |
| (Standort)                                  | Wüstung (siehe Kloster Seiferstetten) und abgegangene Kapelle des Mittelalters und der frühen Neuzeit (St. Walburga). | D-1-8031-0173 |                                                               |